# José Díez Calleja
José Díez Calleja (Ortuella, 25 de setembre de 1962) és un exfutbolista basc, que ocupava la posició de defensa.

## Trajectòria
Debuta a primera divisió a les files del Reial Betis, a la campanya 83/84. Eixe any apareix en dues ocasions. A partir de la campanya següent es consolida i esdevé titular al conjunt sevillà, sent una peça clau en la defensa bètica de la segona meitat de la dècada dels 80.
Després del descens del Betis a Segona Divisió, el 1989, recala a l'Sporting de Gijón, on només hi disputa tres partits. Posteriorment militaria a la UD Salamanca i al CD Logroñés. En total, va sumar 149 partits i 4 gols a primera divisió.